# Freakonomia
Freakonomia. Świat od podszewki (tytuł org. Freakonomics. A Rogue Economist Explores The Hidden Side of Everything) – książka autorstwa Stevena Levitta i Stephena Dubnera. 
Książka przetłumaczona na 35 języków, sprzedana w ponad 4 milionach egzemplarzy. Nagrodzona przez American Booksellers Association tytułem książki roku 2006. 
Kontynuacja książki tych samych autorów ukazała się pod tytułem Superfreakonomia. Globalne ochłodzenie, patriotyczne prostytutki i dlaczego zamachowcy samobójcy powinni wykupić polisę na życie.
Wydania
- Wydawnictwo Helion, Gliwice 2008, ISBN 978-83-246-0838-6
- Wydawnictwo Znak literanova, Kraków 2011, ISBN 978-83-240-1447-7

## Spis treści
- Wstęp. Drugie dno wszystkiego.
- Rozdział 1. Co łączy nauczycieli z zapaśnikami sumo?
- Rozdział 2. Dlaczego Ku-Klux-Klan przypomina grupę agentów nieruchomości?
- Rozdział 3. Dlaczego dilerzy narkotyków ciągle mieszkają u mamy?
- Rozdział 4. Gdzie się podziali wszyscy przestępcy?
- Rozdział 5. Jaki jest rodzic doskonały?
- Rozdział 6. Rodzice doskonali, część II: czy Roshanda pod innym imieniem również by pachniała?
- Epilog. Dwie drogi na Harvard.